# Карен Марі Монінг
Карен Марі Монінг — американська письменниця. Багато її романів з'явилися у списку бестселерів Нью-Йорк Таймс, досягнувши перше місце у кількох національних списках бестселерів . Вона є володарем престижної нагороди РІТА Письменників Романістів Америки за найкращий паранормальний роман і кандидатом в багатьох номінаціях.

## Біографія
Карен Марі Монінг народилася в Цинциннаті, штат Огайо, дочка Ентоні Р. Монінг і Джанет Л. Монінг. Вона закінчила Університет Пердью зі ступенем бакалавра за спеціальністю «Суспільство і право». Перш ніж стати професійним письменником, працювала барменом, комп'ютерним консультантом і страховим спеціалістом.
Жінка почала свою письменницьку кар'єру з паранормального роману, де дія відбувається в Шотландії. Але коли її більше захопила Кельтська міфологія, вона перейшла у жанр міського фентезі і розташування місто Дублін, Ірландія, щоб зосередитися на Туата Де Дананн або Фейрі — стародавній расі безсмертних істот, які таємно жили серед людей впродовж тисячоліть.

### Highlander Series
1. Beyond the Highland Mist (1999/Mar) ISBN 978-0-440-23480-7
2. To Tame a Highland Warrior (1999/Dec) ISBN 978-0-440-24555-1
3. The Highlander's Touch (2000/Nov) ISBN 978-0-440-23652-8
4. Kiss of the Highlander (2001/Sep) ISBN 978-0-440-23655-9
5. The Dark Highlander (2002/Oct) ISBN 978-0-440-23755-6
6. The Immortal Highlander (2004/Aug) ISBN 978-0-440-23756-3
7. Spell of the Highlander (2005/Aug) ISBN 978-0-440-24097-6
8. Into The Dreaming (2006/Aug) ISBN 978-0-515-14150-4

### Fever Series
1. Darkfever (2006/Oct) ISBN 978-0-440-24098-3
2. Bloodfever (2007/Oct) ISBN 978-0-440-24099-0
3. Faefever (2008/Sep) ISBN 978-0-440-24439-4
4. Dreamfever (2009/Aug) ISBN 978-0-385-34165-3
5. Shadowfever (2011/Jan) ISBN 978-0-385-34167-7
6. Iced (2012/Oct) ISBN 978-038534440-1
7. Burned (2015/Jan) ISBN 978-0-385-34441-8
8. Feverborn (2016/Jan) ISBN 978-0-385-34442-5
9. Feversong (2017/Jan) ISBN 978-0-425-28435-3
10. High Voltage (2018/Mar) ISBN 978-0-399-59366-6

### Місяць, що лихоманить
"Fever Moon" - оригінальна історія від Карен Марі Монінг, яка була адаптована до графічного роману Девіда Лоуренса та ілюстрована Аль-Ріо. У цій частині серії, Мак і Берронс працюють разом, щоб перемогти Страх Дорча. Коли стає зрозуміло, що це епічне зло полює на Мак, повільно вбиваючи найближчих до неї людей, єдиною зброєю Мак є її коханець Берронс та Спис звістки.